# Малобудищанський дуб
Малобудищанський дуб — ботанічна пам'ятка природи, що розташовано в селі Малі Будища Опішнянській селищній громаді Полтавського району Полтавської області України. Ця пам'ятка входить до списку об'єктів природно-заповідного фонду місцевого значення Полтавщини та захищено державою відповідно до Закону України «Про природно-заповідний фонд України». Пам'ятка природи була створена Рішенням Полтавської облради від 07.12.2011.

## Опис
Метою створення цього об'єкта охорони природи було збереження одинокого вікового дерева дуба звичайного віком біля 380 років. Слов'янські народи з давнини шанують дуб як священне дерево. Дуб звичайний— основна лісотвірна порода лісостепу, в межах якого розташована територія Полтавської області.
Зараз Малобудищанський дуб зростає на території приватного сільськогосподарського підприємства села Малі Будища, що розташовано на північ від смт Опішня. Площа об'єкту становить 0,05 га, код у базі даних «Вікові та меморіальні дерева Полтавщини»— DUB0140. Обхват стовбура 443 см (2016 рік).
Малобудищанський дуб— це єдина ботанічна пам'ятка природи в Опішнянській селищній об'єднаній територіальній громаді.
Добратися до Малобудищанського дубу можна від Полтави по трасі Н-12 через смт Опішню по вул. Партизанська до північно-східної околиці села Малі Будища.